# Kartotek
Et kartotek (af græsk καρτοθηχη) var oprindeligt en beholder til små kort af pap, typisk et møbel med skuffer til opbevaring af kort, som regel i alfabetisk orden.
I dag er kartoteker med papkort afløst af databaser på computerbasis. Ordet kartotek anvendes i dag ofte synonymt med database.
De oprindelige kartoteker benyttede oftest kort af det internationale postkortformat (7 1/2 x 12 1/2 cm). Hver skuffe var ofte forsynet med en metalstang, som gik gennem et hul i kortenes nederste halvdel, så at kortene ikke kunne fjernes fra skuffen. Var der mange kort i en skuffe, benyttede man "fanekort" der var lidt højere end de alm. kort, til at inddele i grupper. Denne type kartoteker var i starten af 1900-tallet udbredt på så godt som alle biblioteker, mange kontorer og i forretninger, hvor man blandt andet havde kundekartoteker, samt på hospitaler, hvor der føres kartotek over patienterne. Der fandtes særlige kartotekfabrikker, i Amerika således det store "Library bureau". Kartoteksskuffer blev i reglen fremstillet af træ, men et billigere alternativ var kartoteker laves af pap, evt. overtrukket med lærred.